# Rolf Berend

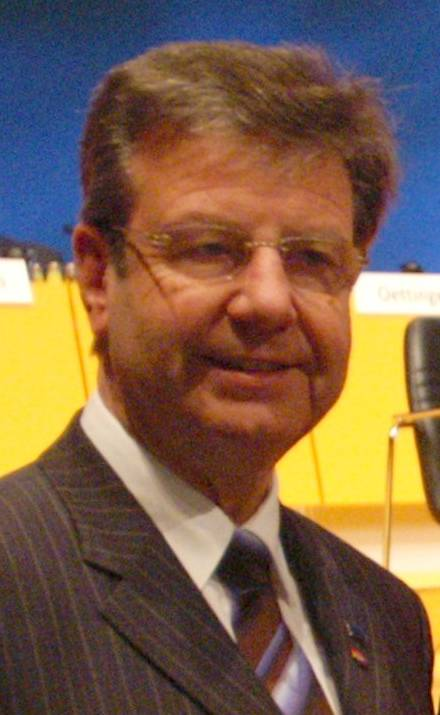
Rolf Berend (2007)

Rolf Berend este un om politic german, membru al Parlamentului European în perioada 1999-2004 din partea Germaniei. 
1. ↑  Deputații în Parlamentul European